# Si t'en reveux, y'en re n'a !
Albums de Marcel et son Orchestre
Crâne pas, t'es Chauve Un pour tous... chacun ma gueule
Si t'en reveux, y'en re n'a ! est un album du groupe de Ska Marcel et son orchestre sorti en 2001.

## Liste des titres
1. Médiseuse
2. Ramdam Réclame
3. Femme Mûre
4. Tout le Temps T'aimer Toujours
5. Les Neurones à Crêtes
6. Ca Craint !!
7. Fuite de Fantaisie
8. Sauvez-Moi
9. Rolf und Gisela
10. Jean-Jacques
11. Ma Sœur
12. Ni Dieu Mais Mettre
13. 62 Méfie-Te
14. Ma Puberté
15. Fuite de Fantaisie